# Anita de Bragance
Ne doit pas être confondu avec Anita Stewart.
Anita Stewart de Bragança Morris, née le 7 août 1886, à Elberon (New Jersey) et morte le 15 septembre 1977 à Newport (Rhode Island), est une riche héritière américaine, épouse du prince Michel de Bragance, duc de Viseu, petit-fils du roi Michel Ier de Portugal.

## Vie privée

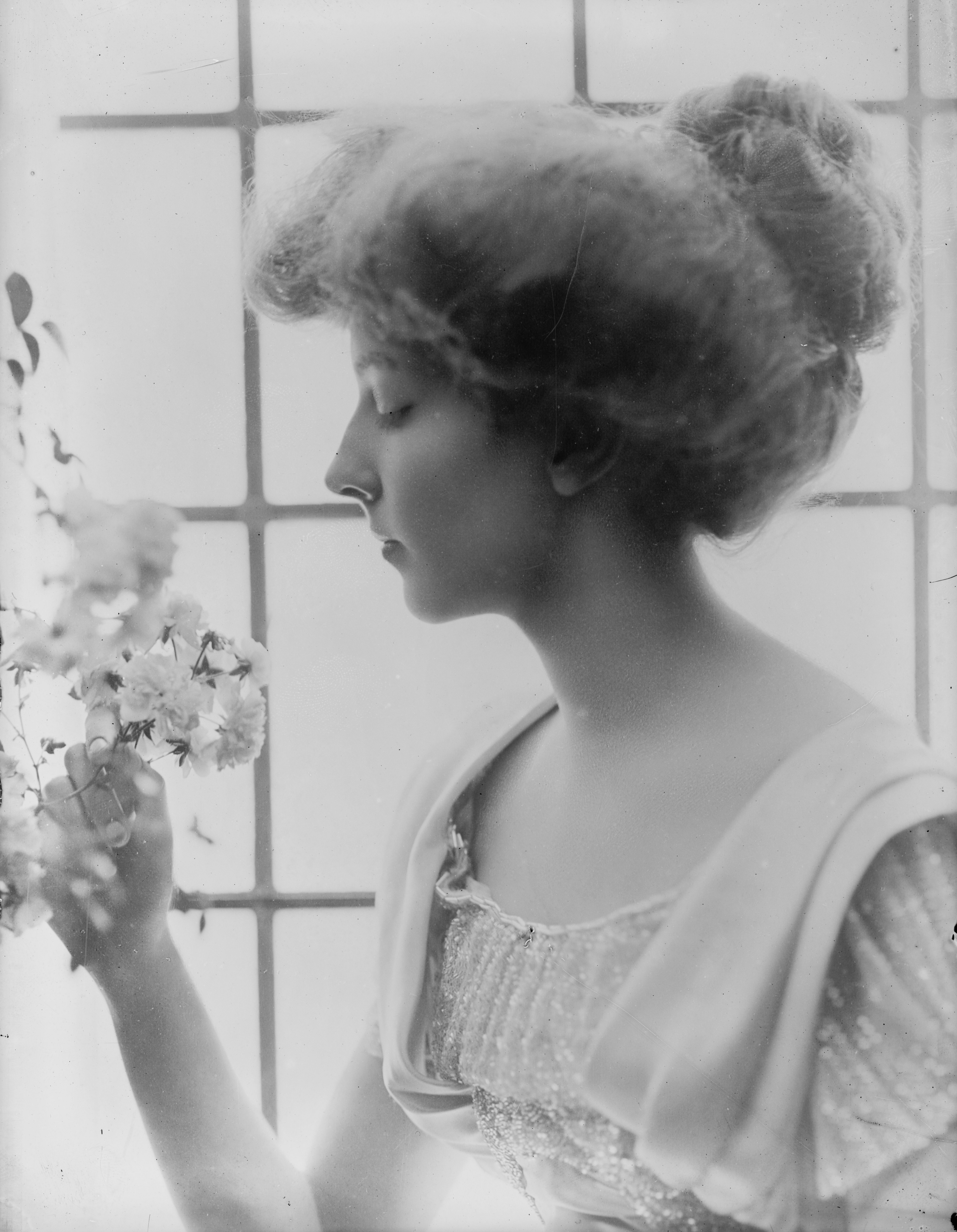
Photo d'Anita Stewart par Lallie Charles.

Anita Rhinelander Stewart est née de William Rhinelander Stewart Sr (1852-1929) et d'Anne "Annie" McKee Armstrong (1864-1925) et a un frère cadet, W. Rhinelander Stewart Jr (1888-1945). Elle est en outre la nièce du sénateur Lispenard Stewart Jr (en) et la nièce de Margarita "Rita" Armstrong (1867-1948), épouse du puissant banquier Anthony Joseph Drexel Jr, puis du lieutenant-colonel britannique Brinsley FitzGerald, fils du 19e chevalier de Kerry (en).
Après le divorce de ses parents, en août 1906, sa mère se remarie au richissime financier de Wall Street James Henry Smith (dont la fortune est évaluée en 1907 à approximativement 20 millions de dollars),, puis en 1915 au play-boy new-yorkais Jean de Saint Cyr (en),,.
Anita Rhinelander Stewart descend, en ligne directe et légitime, du roi Jacques Ier d'Écosse et de son épouse lady Jeanne Beaufort, par leur fille la princesse Annabelle, comtesse de Huntly.
Anita Rhinelander Stewart épouse, le 15 septembre 1909, dom Miguel de Bragança, infant de Portugal, duc de Viseu, au château de Dingwall en Écosse. La veille du mariage, elle fut titrée princesse de Bragance (Prinzessin von Braganza) par l'empereur d'Autriche,,. De cette union naquirent trois enfants, qui disposèrent du titre d'« infant de Portugal » ou « infante de Portugal » ainsi que du prédicat d'altesse, conformément aux lois portugaises, jusqu'au 21 juillet 1920, date à laquelle le duc de Viseu renonça définitivement, pour lui et ses descendants, à ses droits au trône de Portugal.
- Isabelle "Nadejda" (1910-1946), épousa en premières noces, Włodzimierz "Vadim" Dorozynski (1906-1933), fils d'un officier naval russe d'origine polonaise[12] , à Capri en Italie, le 16 août 1930[13]. Après son divorce en 1932, elle s'installa en Angleterre où elle devint poétesse[14]. Elle se remaria en 1942 au résistant gaulliste René Millet (petit-fils de René Millet, résident général de France en Tunisie), puis mit fin à ses jours à Londres en 1946 (elle n'eut aucun enfant).
- Jean (1912-1991), fut vice-président de la Rhinelander Real Estate Company, puis banquier d'investissement[15]. Il épousa en 1948 Winifred Dodge Seyburn[16],[17] (1917-2010, petite-fille de John Francis Dodge[18]) et divorça en 1953 (dont un fils : Michael), puis épousa Mme Katharine Bahnson (1921-2007, née King) en 1971[19],[20].
- Michel (1915-1996), fut diplômé de la prestigieuse St. George's School de Newport (en), en 1933[21], et fit carrière dans les assurances. Il épousa en 1946 Mme Ann Scholz[22] (1921-2017, ex-épouse d'un pilote de la Pan American World Airways[22]), fille d'Albert Lynn Hughson, un avocat de la Southern Railroad[22] (dont deux filles : Anita et Michele).

Dom Miguel, duc de Viseu, mourut en 1923 à New York. À la mort de son époux, la princesse Anita voulut récupérer sa nationalité américaine et dut, pour ce faire, renoncer à son titre princier comme l'y obligeait la loi américaine ; néanmoins, la haute société new-yorkaise continua à la désigner sous son titre. Elle s'adonnera ensuite à la photographie, dans son studio photographique de Manhattan où elle exposa.
Anita de Bragança épousa à New York en secondes noces Lewis Gouverneur Morris II (en), en 1946, et ils s'installèrent et reçurent dès lors dans leur propriété du Rhode Island, le domaine néo-gothique de Malbone Castle à Newport.
Anita mourut à l'âge de 91 ans, le 15 septembre 1977, à Newport.